# Munizip al-Kufra

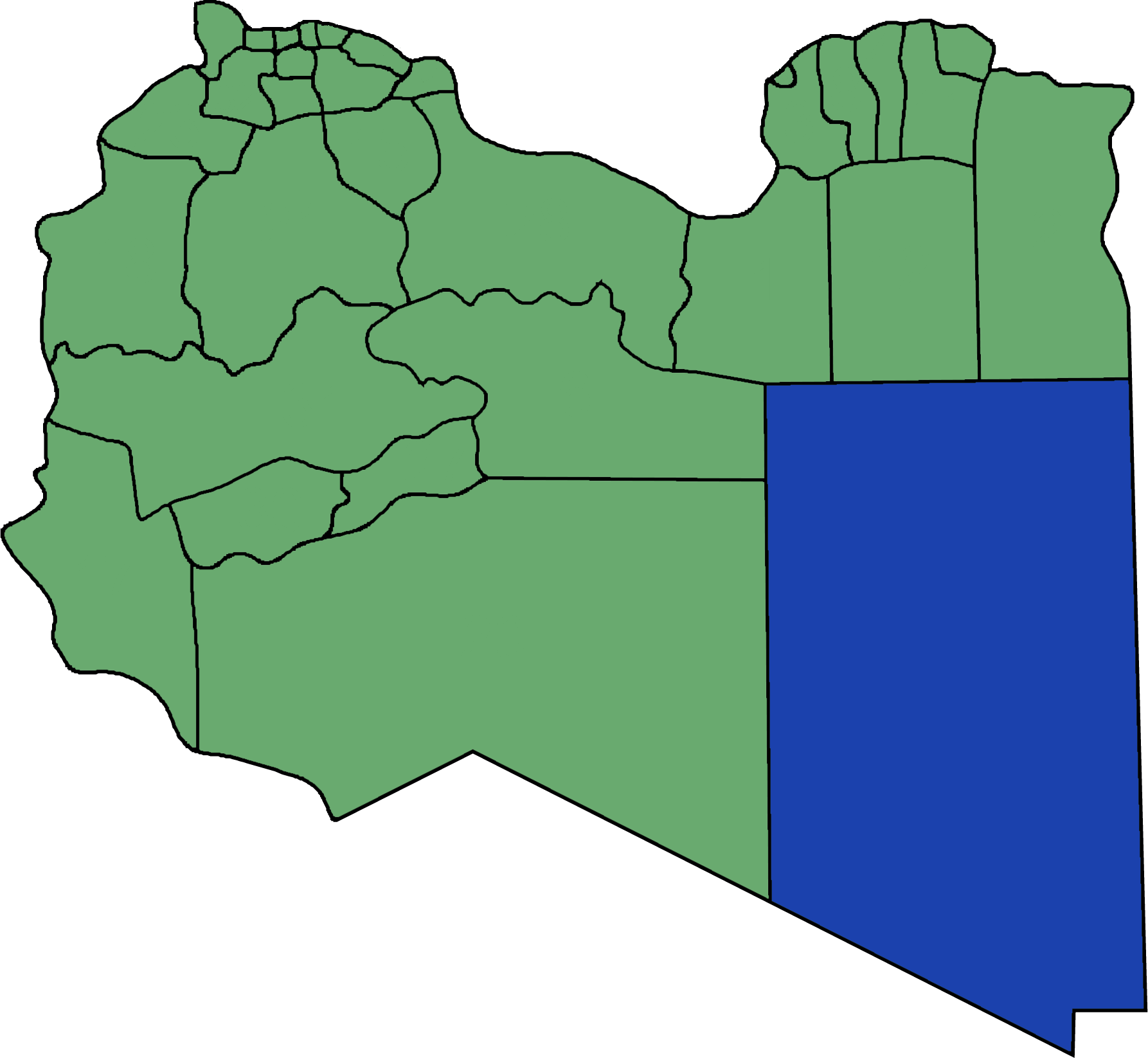
Munizipalgebiet vor 2007

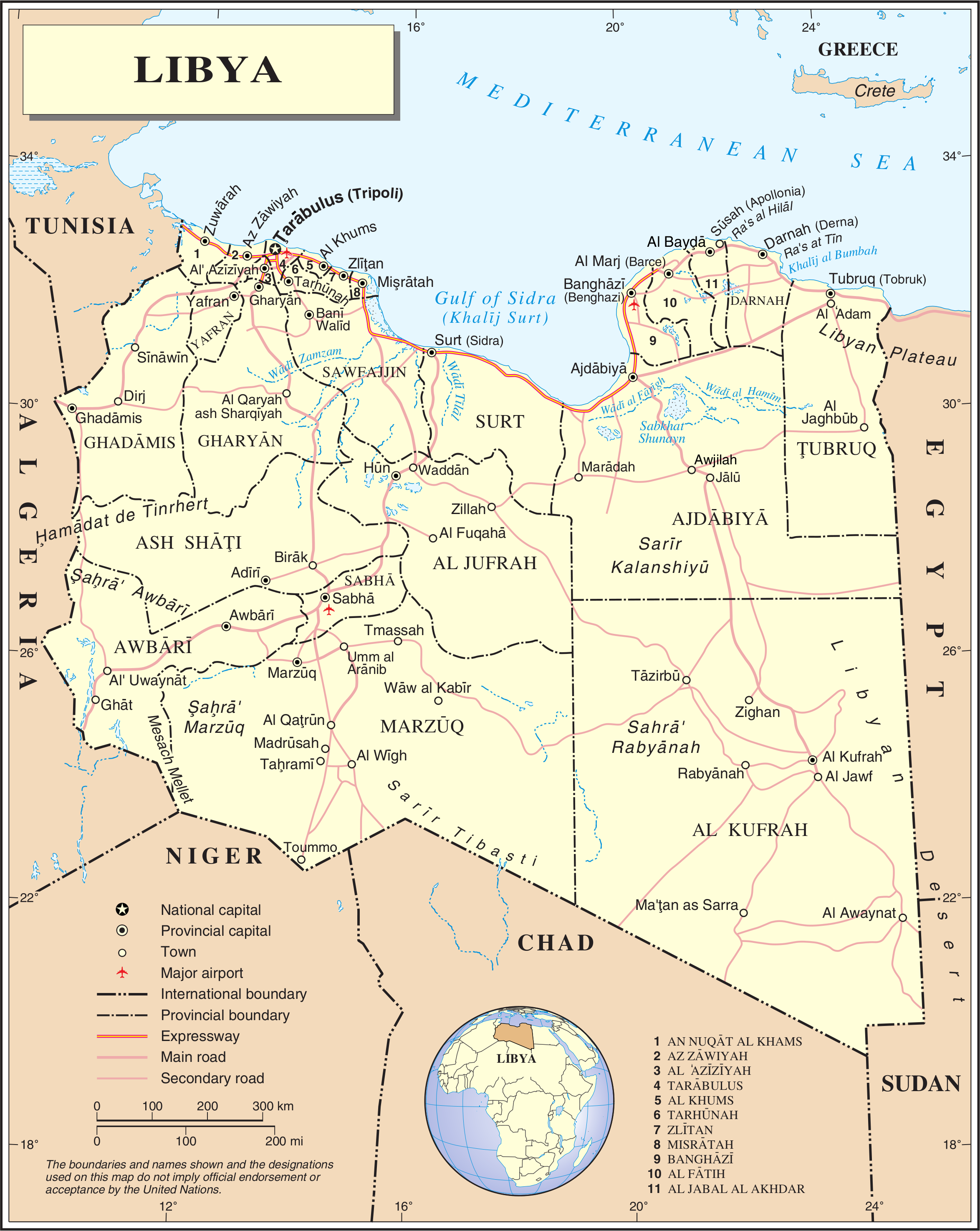
Die UN-Karte von Libyen zeigt die wichtigsten Oasen

al-Kufra, arabisch الكفرة, DMG al-Kufra, ist ein Munizip, das im Südosten der Libysch-Arabischen Republik liegt. Es nimmt den gesamten Süden der historischen Großprovinz Kyrenaika ein.

## Geographie
Die Hauptstadt von al-Kufra ist al-Dschauf (Al Jawf) im Gebiet der Kufra-Oasen (8793 km²). In der Nähe der Hauptstadt befindet sich eine große Erdölraffinerie. 250 km nordwestlich der Kufra-Oasen liegt die Oase Tazirbu (6343 km²) (تزربر). Die beiden Oasengebiete definieren auch die beiden Distrikte (shabyat) des Munizips.
Neben den beiden großen Oasengebieten gibt es noch kleinere Oasen bzw. Oasengruppen im Munizip:
- Rabyānah  (ربيانة) (Erbehna) (314 km²)

24° 16′ 27″ N, 22° 0′ 46″ O
180 km westlich des Kufra-Oasenbeckens und 170 km südöstlich von Tazirbu
- Bazīmah (بزيمة) (Buseima) (320 km²)

24° 55′ 12″ N, 22° 3′ 14″ O
124 km nordwestlich des Kufra-Oasenbeckens und 120 km südöstlich von Tazirbu
- Zīghan (بئر زيغن) (Wadi Zighen, Sighen) (2054 km²)

25° 29′ 53″ N, 22° 7′ 4″ O
168 km nordwestlich des Kufra-Oasenbeckens und 98 km östlich von Tazirbu
Im Munizip von al-Kufra lebten im Jahre 2003 51.433 Menschen auf einer Fläche von damals insgesamt 483.510 km².
Seit der Verwaltungsreform 2007 wurde ein nördlicher Streifen an das Munizip al-Wahat abgetreten.
Heute besitzt das Munizip folgende Grenzen zu den anderen Munizipien:
- Munizip Murzuq – Westen
- Munizip al-Dschufra – Nordwesten
- Munizip al-Wahat – Norden
- Munizip al-Butnan – Nordosten

Im Osten hat al-Kufra eine Grenze zu Ägypten, im Südosten zum Sudan und im Süden zum Tschad.
Im Südwesten reichen die nördlichen Ausläufer des Tibesti-Gebirges weit in die Region. In ihr liegt der höchste Berg Libyens, der 2.268 Meter hohe Bikku Bitti. Im Süden liegen kleinere Teile der Provinz im Tschadbecken.